# Tributo de la moneda
El tributo de la moneda es una pintura de óleo sobre tabla de Tiziano, que data de 1516 y se encuentra en la Gemäldegalerie de Dresde. Como muchas de sus obras está firmado "F. Ticianus."
Este es el primer trabajo que Tiziano realizó para el duque de Ferrara Alfonso I de Este, quien proporcionaría más trabajo al autor.
Tiziano representa el momento descrito en los evangelios en el que Simón Pedro responde contra las acusaciones a Jesús de no pagar impuestos. Jesús explica a Pedro porqué está exento de hacerlo, pero por no causar disturbio envía al apóstol a conseguir una moneda de forma milagrosa para cumplir con el tributo.